# Anthony Edwards (kosárlabdázó)
Anthony DeVante Edwards (Atlanta, 2001. augusztus 5. –) olimpiai bajnok amerikai válogatott kosárlabdázó, aki jelenleg a Minnesota Timberwolves játékosa a National Basketball Associationben (NBA). Dobóhátvéd, a Georgia Bulldogs csapatában játszott egyetemen.
Edwards középiskolában a Holy Spirit Preparatory Schoolban játszott, Atlantában, ahol öt csillagos játékosnak számított és a 2019-es év egyik legjobbjának tartották. Itt a McDonald’s All-American és a USA Today All-USA Első csapatba is beválasztották. Ezt követően a Georgiai Egyetemen kosárlabdázott, első szezonját követően elnyerte a SEC Az év elsőévese díjat. A 2020-as NBA-drafton a Minnesota Timberwolves az első helyen választotta. 2023-ban beválasztották első All Star-gálájára, majd 2024-ben és 2025-ben is helyet kapott a csapatban. 2025-ben a legtöbb hárompontost értékesítette az NBA-ben.
A 2023-as világbajnokságon volt először válogatott, beválasztották a torna legjobb csapatába. 2024-ben olimpiai bajnok volt.

## Fiatalkora
Anthony Edwards Atlantában (Georgia) nőtt fel. Három éves korában kapta az Ant-Man becenevet apjától. Gyerekkorának nagy részében running back, quarterback és cornerback pozíciókon játszott amerikai futballt. Utánpótlás játékosként az Atlanta Vikings csapatában játszott amerikai futballt és 10 éves korára az egyik legjobb játékos volt az országban. Miután úgy érezte, hogy a kosárlabda szórakoztatóbb, sportot váltott. Gyakran kosárlabdázott testvérei ellen a nagyszüleinek házánál. Kilencedikes korára, Justin Holland (korábbi egyetemi kosárlabdázó, majd edző) alatt kezdett edzeni.

## Középiskola
Az Atlanta Xpress U15-ös csapatával szerzett sikerei után a Rivals négy csillagos játékosként értékelte 2016-ban. A Therrell High Schoolban kezdett el játszani középiskolában, a 2019-ben érettségiző évfolyam tagjaként. 2017 januárjában Edwards iskolát váltott és a Holy Spirit Preparatory School játékosa lett, áthelyezve magát a 2020-as évfolyamba. Ezt annak reményében lépte meg, hogy tanulmányi teljesítményét megerősítse, tekintve, hogy a "Holy Spiritben kis osztályok voltak és támogatás, hogy ezt megtehesse."
2018 márciusában Edwards segítségével az állami AAA bajnokságban a Holy Spirit legyőzte a The Heritage Schoolt. 2018 novemberében visszahelyezte magát a 2019-es osztályba, miután látta, hogy tanulmányi teljesítménye fejlődött. Ennek eredményeként Edwards első helyre emelkedett a 247Sports Top247 ranglistáján. Utolsó szezonjában második lett a csapata a GISA Class AAA-ben a The Heritage School mögött, annak ellenére, hogy Edwards 27 pontot szerzett. A szezon végére 29 pontot, 9 lepattanót és 2 gólpasszt átlagolt. A McDonald’s All-American, a Jordan Brand Classic csapatba, a MaxPreps All-American Negyedik csapatba és a USA Today All-USA Első csapatba is beválasztották.

### Utánpótlás értékelések
| Név                                                        | Szülőváros                                                        | Középiskola           | Magasság       | Súly           | Döntés dátuma     |
| ---------------------------------------------------------- | ----------------------------------------------------------------- | --------------------- | -------------- | -------------- | ----------------- |
| Anthony EdwardsSG                                          | Atlanta, GA                                                       | Holy Spirit Prep (GA) | 6' 4" (193 cm) | 205 lb (93 kg) | 2019. február 11. |
| Anthony EdwardsSG                                          | Értékelés: Scout: N/A Rivals: 247Sports: ESPN: ESPN-értékelés: 96 |                       |                |                |                   |
| Általános országos rang: Rivals: 3. 247Sports: 1. ESPN: 4. |                                                                   |                       |                |                |                   |

## Egyetem

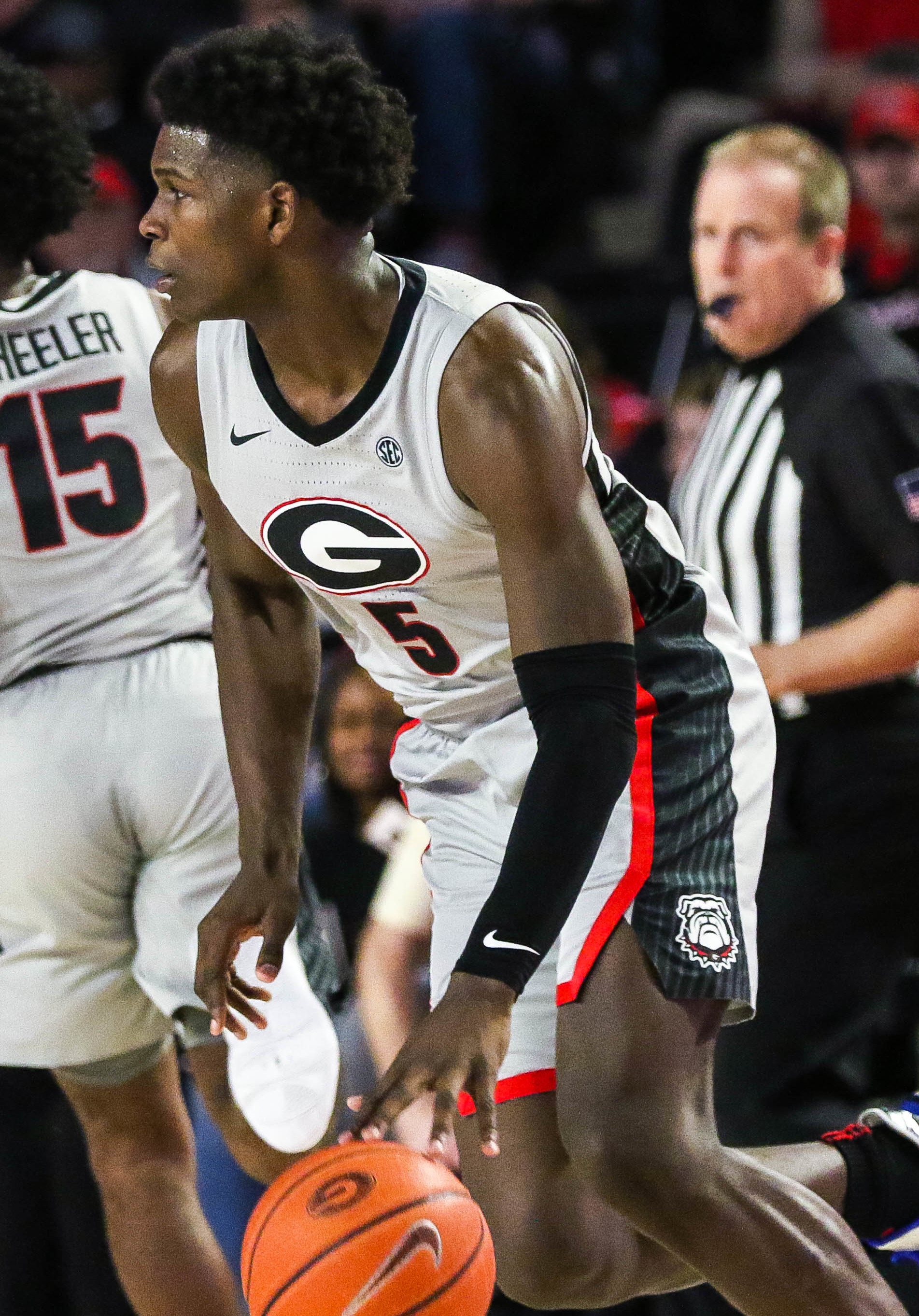
Edwards 2020 februárjában

Edwards 2019. november 5-én debütált a Georgia színeiben, 24 pontot, 9 lepattanót és 4 labdaszerzést szerezve a Western Carolina ellen. Ez volt a legtöbb szerzett pont egy Georgia-újonc által, a Basketball Hall of Fame-tag Dominique Wilkins óta. November 26-án szezonrekord 37 pontot szerzett, amelyből 33 a második félidőben volt, 6 lepattanó, 4 labdaszerzés és 3 blokk mellett, a Michigan State ellen. Edwards lett Jacky Dorsey óta az első elsőéves a Georgia történetében, aki legalább 37 pontot szerzett. Utolsó mérkőzésén a Maui Invitational tornán 24 pontot szerzett és megszerezte a mérkőzést megnyerő kosarat a Chaminade ellen.
2020. február 1-én Edwards 29 pontot és 15 pontot szerzett a Texas A&M ellen. Következő mérkőzésén 32 pontja volt a Florida ellen. Február 26-án 36 pontot és 7 lepattanót szerzett a South Carolina ellen. Elsőéves szezonjában 19.1 pontot, 5.2 lepattanót és 2.8 gólpasszt átlagolt. Edwards volt csapatának és elsőévesek között az ország legtöbb pontot szerző játékosa. Beválasztották az All-SEC Második csapatba és megválasztották az év elsőévesének. A szezonban négyszer volt a hét elsőévese, amelyik a legtöbb a SEC történetében. Döntős volt a Jerry West-díjon is.
2020. március 20-án bejelentette, hogy részt fog venni a 2020-as NBA-drafton.

## Profi pályafutása

### Minnesota Timberwolves (2020–napjainkig)

#### 2020–2021-es szezon: Újonc év
A 2020-as NBA-drafton Edwards-ot első helyen választotta a Minnesota Timberwolves. 2020. december 23-án debütált a ligában, 15 pontot, 4 lepattanót és 4 gólpasszt szerzett 25 perc alatt a Detroit Pistons elleni 111–101 arányú győzelem közben. 2021. március 28-án Edwards 42 pontot dobott, 7 lepattanót és 3 gólpasszt szerzett a Phoenix Suns ellen, amellyel a harmadik legfiatalabb játékos lett az NBA történetében, aki több, mint 40 pontot dobott. Az All Star-gála után a szezon végéig 23.8 pontot, 5.3 lepattanót, 3.4 gólpasszt és 1.4 labdaszerzést átlagolt.

#### 2021–2022-es szezon: Először a rájátszásban
2021. november 10-én Edwards karriercsúcs 48 pontot szerzett, hét hárompontossal a Golden State Warriors ellen. 2021. december 15-én mindössze a hetedik játékos lett az NBA történetében, aki 2000 pontot szerzett első 100 mérkőzésén, 20 évesen vagy fiatalabban, LeBron James, Carmelo Anthony, Kevin Durant, Kyrie Irving, Luka Dončić és Zion Williamson után. Ugyanezen a mérkőzésen ő lett az NBA történetének legfiatalabb játékosa, aki 10 hárompontost szerzett egy meccsen. Ő lett a negyedik aktív játékos LeBron James, Blake Griffin és Luka Dončić után, aki első 100 mérkőzésén legalább 2000 pontot, 400 lepattanót és 300 gólpasszt szerzett. 2022. január 25-én a Portland Trail Blazers elleni 109–107 arányú győzelem során az első játékos lett a liga történetében, aki legalább 40 pontot, 9 lepattanót, 3 blokkot, 3 labdaszerzést és öt hárompontost tudott felmutatni egy mérkőzésen. Carmelo Anthony mellett ő az egyetlen játékos, aki 40 pontot szerzett egy mérkőzésen anélkül, hogy gólpasszt adott volna, legfeljebb 20 évesen. 2022. április 7-én karriercsúcs 49 pontja volt a San Antonio Spurs elleni 127–121 arányú győzelem során. A 2022-es NBA Play-In első mérkőzésén az ő vezetésével a csapat legyőzte a Los Angeles Clippers-t és 2018 után először, és az előző 18 évben mindössze másodjára a rájátszásba jutott a csapat.
A Memphis Grizzlies elleni sorozat első mérkőzésén, 2022. április 16-án, 36 pontja volt. A rájátszásban több, mint 25 pontot átlagolt, csapata hat mérkőzés után esett ki. Az általa szerzett 151 pont a sorozatban a legtöbb 21 évnél fiatalabb játékosok között az NBA történetében.

#### 2022–2023-as szezon: Első All Star-szereplés
2013. január 21-én Edwards szezoncsúcs 44 pontot szerzett, szezoncsúcs nyolc hárompontossal, illetve hat lepattanóval, négy gólpasszal, három labdaszerzéssel és három blokkal együtt a Houston Rockets elleni 113–104-es végeredményű mérkőzésen. Február 10-én választották be első All Star-gálájára, mindössze nyolcadik játékosként a Timberwolves történetében. A sérült Zion Williamson és Stephen Curry helyét vette át De’Aaron Fox-szal. Április 9-én, a szezon utolsó mérkőzésén 26 pontja, 13 lepattanója, négy gólpassza, négy labdaszerzése és négy blokkja volt, amivel legyőzték a New Orleans Pelicans csapatát és megelőzték őket a liga tabelláján, megszerezve a nyolcadik helyet, ami egy lépéssel közelebb tette őket a rájátszáshoz.
A Timberwolves második első fordulós rájátszás-mérkőzésén a Denver Nuggets ellen Edwards 41 pontot szerzett, annak ellenére, hogy csapata 122–113-ra kikapott. Ez a teljesítménye csapatrekord volt, megdöntve Sam Cassell negyven pontos rájátszás-rekordját a 2000-es évek elejéről. Április 21-én, a harmadik mérkőzésen a sorozatban Edwards 36 pontot szerzett egy ismét elvesztett mérkőzésen. Ezzel  már csak LeBron James-nek volt nála több rájátszás-mérkőzése 22 éves kora előtt, amin legalább 30 pontot szerzett. Ezek mellett az első játékos lett a csapat történetében, aki egy három egymást követő mérkőzésen a rájátszásban összesen legalább 100 pontot szerzett (111-et a Nuggets elleni második mérkőzéstől a negyedikig).

#### 2023–2024-es szezon: Főcsoportdöntő és All-NBA
A szezon kezdete előtt bejelentette, hogy mezszámot cserél, az egyes helyett ötöst fog viselni. Kiemelkedően kezdte az új szezont, 2023. november 13-án a nyugati főcsoport hét játékosának választották, pályafutása során először, miután vezetésével a Timberwolves a hetet veretlenül zárták, négy mérkőzést megnyerve. Edwards 31,3 pontot, 6,3 lepattanót, 6,8 gólpasszt és 2 labdaszerzést átlagolt. 2024. január 27-én 32 pontja, hat lepattanója és karriercsúcs 12 gólpassza volt a San Antonio Spurs ellen. Februárban pályafutása során másodjára is beválasztották az All Star-gálára, csereként. Április 9-én karriercsúcs 51 pontot szerzett a Washington Wizards elleni 130–121-es eredményű győzelem során.

Edwards és Donte DiVincenzo a 2024–2025-ös szezon közben

A 2024-es rájátszásban, az első forduló negyedik mérkőzésén a Phoenix Suns ellen, 31 pontot szerzett a második félidőben (összesen negyvenet) és kilenc lepattanót, illetve hat gólpasszt. A győzelemmel a Timberwolves vereség nélkül kiejtette a Sunst, először a csapat történetében. Megelőzte ezek mellett Kevin Garnettet a legtöbb 30 pontos mérkőzésért a rájátszásban a csapat színeiben. A Denver Nuggets elleni sorozatot 43 pontot szerezve nyitotta, ami számára karriercsúcs volt a rájátszásban. Ezzel Edwards lett Kobe Bryant óta az első – és összességében a második – 22 éves vagy fiatalabb játékos, aki sorozatban két mérkőzésen legalább 40 pontot dobott a rájátszásban. Játékáért a rájátszásban sok szakértő Michael Jordanhez hasonlította. Ugyan a Timberwolves kiesett a főcsoportdöntőben, 4–1-re kikapva a Dallas Maverickstől, Edwards a második legfeljebb 22 éves játékosként zárta a rájátszást, aki legalább 400 pontot, száz lepattanót és száz gólpasszt tudott szerezni, LeBron James után.

#### 2024–2025-ös szezon
2025. január 4-én Edwards karriercsúcs 53 pontot szerzett a Detroit Pistons elleni 119–105-ös győzelem során, 10 hárompontossal. Január 25-én megelőzte Karl-Anthony Townst a csapat hárompontos-örökranglistáján (976). Január 30-án sorozatban harmadjára is megválasztották All Starnak. Február 5-én 49 pontja volt – amelyből 20-at a harmadik negyedben szerzett – 9 lepattanóval a Chicago Bulls ellen. Ezzel beállította Kevin Garnett rekordját a legtöbb 30-pontos mérkőzésért, illetve megdöntötte Towns-ét a 40-pontos mérkőzések szempontjából. Csak a harmadik játékos lett a csapat történetében, aki egymás után két találkozón is elérte a negyvenet, Andrew Wiggins (2017) és Kevin Love (2014) után. Ezek mellett a legfiatalabb játékos lett az NBA történetében 23 évesen és 185 naposan, aki 1000 hárompontost értékesített. Február 10-én 44 pontja volt a Cleveland Cavaliers elleni vereség során, amellyel az első játékos lett a csapat történetében, aki sorozatban három mérkőzésen legalább 40 pontot dobott. Április 10-én 44 pontot szerzett a Memphis Grizzlies ellen, amelyből 18-at a Timberwolves franchise-rekordot jelentő 52 pontos harmadik negyedében ért el. Az alapszakasz befejezte után jelölték a Jerry West-díjra.
Április 27-én, a rájátszás első fordulója negyedik mérkőzésén Edwards 43 pontot szerzett kilenc lepattanó és hat gólpassz mellett a Los Angeles Lakers elleni győzelem során. Május 6-án, a második forduló nyitómérkőzésén 23 pontja és rájátszás-karriercsúcs 14 lepattanója volt a Golden State Warriors ellen. Május 14-én, a párharc ötödik találkozóján 22 ponttal, hét lepattanóval és rájátszás-karriercsúcs 12 gólpasszal zárta a mérkőzést. Vezetésével a csapat történetében először sorozatban másodjára is főcsoportdöntőbe jutottak. Május 24-én a nyugati főcsoportdöntő harmadik mérkőzésén 30 pontot, kilenc lepattanót és hat gólpasszt szerzett három negyedben, a Wolves 143–101-re nyert, a franchise történetének legtöbb szerzett pontja egy rájátszás-mérkőzésen.

## A válogatottban
2023-ban beválasztották a világbajnokságra utazó amerikai keretbe. A válogatott összes mérkőzésén kezdő volt, a csapat legjobb pontszerzője volt, 18,9-et átlagolva. A torna után beválasztották a világabjnokság legjobb csapatába. Az amerikaiak negyedik helyen végeztek. A 2024-es olimpiára utazó keretbe is beválasztották, amit az 1992-es Dream Team óta a legjobb amerikai csapatnak neveztek.

## Statisztikák

### Egyetem
| Év      | Csapat           | JM | KM | JP/M | MG%  | 3P%  | BD%  | LP/M | GP/M | L/M | B/M | P/M  |
| ------- | ---------------- | -- | -- | ---- | ---- | ---- | ---- | ---- | ---- | --- | --- | ---- |
| 2019–20 | Georgia Bulldogs | 32 | 32 | 33,0 | .402 | .294 | .772 | 5,2  | 2,8  | 1,3 | 0,6 | 19,1 |

### NBA

#### Alapszakasz
| Év        | Csapat                 | JM  | KM  | JP/M | MG%  | 3P%  | BD%  | LP/M | GP/M | L/M | B/M | P/M  |
| --------- | ---------------------- | --- | --- | ---- | ---- | ---- | ---- | ---- | ---- | --- | --- | ---- |
| 2020–2021 | Minnesota Timberwolves | 72* | 55  | 31,2 | .417 | .329 | .776 | 4,7  | 2,9  | 1,1 | 0,5 | 19,3 |
| 2021–2022 | Minnesota Timberwolves | 72  | 72  | 34,3 | .441 | .357 | .786 | 4,8  | 3,8  | 1,5 | 0,6 | 21,3 |
| 2022–2023 | Minnesota Timberwolves | 79  | 79  | 36,0 | .459 | .369 | .756 | 5,8  | 4,4  | 1,6 | 0,7 | 24,6 |
| 2023–2024 | Minnesota Timberwolves | 79  | 78  | 35,1 | .461 | .357 | .836 | 5,4  | 5,1  | 1,3 | 0,5 | 25,9 |
| 2024–2025 | Minnesota Timberwolves | 78  | 78  | 36,3 | .447 | .395 | .836 | 5,7  | 4,5  | 1,1 | 0,6 | 27,4 |
| Karrier   | Karrier                | 380 | 362 | 34,8 | .446 | .364 | .803 | 5,3  | 4,2  | 1,3 | 0,6 | 23,8 |
| All Star  | All Star               | 2   | 0   | 14,8 | .727 | .000 | —    | 2,5  | 1,0  | 0,0 | 0,0 | 8,0  |

#### Play-in
| Év      | Csapat                 | JM | KM | JP/M | MG%  | 3P%  | BD%  | LP/M | GP/M | L/M | B/M | P/M  |
| ------- | ---------------------- | -- | -- | ---- | ---- | ---- | ---- | ---- | ---- | --- | --- | ---- |
| 2022    | Minnesota Timberwolves | 1  | 1  | 37,0 | .476 | .455 | .833 | 5,0  | 2,0  | 1,0 | 0,0 | 30,0 |
| 2023    | Minnesota Timberwolves | 2  | 2  | 40,9 | .306 | .176 | .750 | 9,0  | 5,5  | 1,5 | 2,0 | 14,0 |
| Karrier | Karrier                | 3  | 3  | 39,6 | .368 | .286 | .800 | 7,7  | 4,3  | 1,3 | 1,3 | 19,3 |

#### Rájátszás
| Év      | Csapat                 | JM | KM | JP/M | MG%  | 3P%  | BD%  | LP/M | GP/M | L/M | B/M | P/M  |
| ------- | ---------------------- | -- | -- | ---- | ---- | ---- | ---- | ---- | ---- | --- | --- | ---- |
| 2022    | Minnesota Timberwolves | 6  | 6  | 37,8 | .455 | .404 | .824 | 4,2  | 3,0  | 1,2 | 1,2 | 25,2 |
| 2023    | Minnesota Timberwolves | 5  | 5  | 39,7 | .482 | .349 | .846 | 5,0  | 5,2  | 1,8 | 2,0 | 31,6 |
| 2024    | Minnesota Timberwolves | 16 | 16 | 40,5 | .481 | .400 | .814 | 7,0  | 6,5  | 1,5 | 0,6 | 27,6 |
| Karrier | Karrier                | 27 | 27 | 39,8 | .476 | .391 | .823 | 6,0  | 5,5  | 1,5 | 1,0 | 27,8 |

## Magánélete
Edwards anyja, Yvette és nagyanyja Shirley mindketten elhunytak 2015-ben, nyolc hónapon belül rákos megbetegedés következtében, mikor Anthony nyolcadikos volt. Középiskola óta az emlékük jeléül az ötös mezszámot hordta, tekintve, hogy mindketten a hónap ötödik napján haltak meg. Testvérei, Antoinette és Antoine nevelték fel. Középiskolában Edwards gyakran dolgozott táborokban. A Georgiai Egyetemen eltöltött időben marketinget tanult.
Gyerekkorában Edwards a kosárlabda mellett baseballozott is. Azt is elmondta, hogy több sportban is kiváló volt fiatal korában. Két kutyája van (egy dobermann, egy pitbull), de kiemelte, hogy szereti az oroszlánokat is, bár nem hinné, hogy lenne helye, hogy felneveljen egyet.
2021 júniusának elején egy profi Madden NFL-játékos több posztban is azt írta, hogy Edwards 22,000 dollárral tartozik neki, két nem hivatalos fogadás miatt.

## Filmográfia
| Év   | Magyar cím        | Eredeti cím | Szerep       | Rendező        |
| ---- | ----------------- | ----------- | ------------ | -------------- |
| 2022 | Mindent egy lapra | Hustle      | Kermit Wilts | Jeremiah Zagar |